# Pigiste
Un pigiste est un journaliste rémunéré à la tâche, par exemple au nombre de feuillets pour un rédacteur, à la durée dans l'audiovisuel, à la photo pour un reporter photographe.
Le mode de rémunération à la pige (le « statut » de pigiste n'existe pas : le statut c'est celui de salarié) a pour intérêt de permettre de collaborer à un ou plusieurs médias. En France, ses droits sont définis par la loi Cressard, obtenue en 1974 par le lobbying des syndicats de journalistes et qui accorde aux journalistes rémunérés à la pige les mêmes droits qu'aux journalistes mensualisés.

## Par pays
Dans la plupart des pays au monde, le journaliste ne bénéficie pas du statut de salarié mais du statut de travailleur indépendant. À ce titre, il ne bénéficie d'aucun des droits ou avantages sociaux garantis aux salariés.

### France
En France, en l'absence d'écrit, le pigiste est présumé être un salarié en contrat de travail à durée indéterminée (CDI).

#### Statut de journaliste professionnel
En France, le journaliste pigiste est présumé être un salarié. Il bénéficie donc des droits définis par la convention collective nationale de travail des journalistes et la Loi Brachard, qui a créé un statut de journaliste professionnel et oblige tout employeur d'un journaliste à lui verser, en cas de licenciement, au moins un mois de salaire par année de présence dans l'entreprise, y compris pour une année seulement entamée. En cas de licenciement pour faute grave, le journaliste pigiste peut saisir la Commission arbitrale, où sont représentés à parité les syndicats de journalistes, et qui décide de lui accorder une indemnité si la faute grave est contestable.

#### Droits sociaux d'un salarié en CDI
Parmi les autres droits des journalistes pigistes, les congés payés, l'assurance chômage, la retraite, la formation professionnelle, le quatorzième mois, et droit à la clause de conscience et à la clause de cession. Ce rattachement à un statut de salarié est unique en son genre dans le monde, comme le montre l'enquête de la Fédération internationale des journalistes réalisée en 2003.
Cette présomption de contrat de travail du journaliste pigiste est déterminée dans le droit français par l'article L7112-1 du Code du travail issu de la loi n° 74-630 du 4 juillet 1974, dite loi Cressard :

« Toute convention par laquelle une entreprise de presse s'assure, moyennant rémunération, le concours d'un journaliste professionnel est présumée être un contrat de travail. Cette présomption subsiste quels que soient le mode et le montant de la rémunération ainsi que la qualification donnée à la convention par les parties. »

#### Litiges aux prud'hommes
Le journaliste pigiste bénéficie en droit français d'un contrat à durée indéterminée : toute modification substantielle du volume des piges qui lui sont confiées par son employeur doit faire l'objet d'un licenciement dans les formes, avec indemnités et lettre de licenciement motivée, que le journaliste pigiste peut contester s'il estime que les motifs avancés ne reposent sur rien.
Toutefois, la jurisprudence est parfois contradictoire. C'est surtout au moment de l'arrêt de la collaboration du pigiste avec le media que la question de la véritable nature juridique de son contrat se pose.

#### Précarité
Dans les faits, qu'ils soient titulaires de la carte de presse ou sans carte (ce qui est le cas de la majorité des pigistes), la situation des pigistes français peut être d'une extrême précarité, comme le montrent les nombreux témoignages de signataires de la pétition : « Pigistes en colère ». Nombre d'entre eux alternent piges et petits boulots (correcteurs dans l'édition, etc.), d'autres étant au RSA, qui remplace le RMI.
Le sociologue Jean-Marie Charon relève un nombre croissant de pigistes dans les rédactions. Ceux-ci sont rémunérés à des tarifs bas et qui n’ont pas été revalorisés depuis parfois quinze ou vingt ans ; ils sont fortement pénalisés par la réforme de l’assurance-chômage instaurée en novembre 2019.

#### Collectif de pigistes
Pour faire face aux pressions et à la précarité, de plus en plus de journalistes payés à la pige se montent en collectif,,,.

### Québec (Canada)
Au Québec et au Canada, le pigiste est un « travailleur autonome » c'est-à-dire quelqu'un qui est payé à l'acte. Le terme pigiste n'est généralement pas réservé aux seuls journalistes. Il s'emploie également pour désigner des rédacteurs pigistes, des traducteurs pigistes, des illustrateurs pigistes, des spécialistes marketing à la pige, etc.. Il est plus ou moins utilisé comme équivalent français du terme anglais freelancer.
En droit québécois, les travailleurs autonomes comme les pigistes n'ont généralement pas de lien de subordination à l'égard de l'employeur comme l'exige le contrat de travail de l'article 2085 du Code civil du Québec. Donc puisque le contrat de pigiste n'est pas un contrat de travail, il s'agit d'un contrat d'entreprise au sens où l'entend l'article 2098 C.c.Q..

### États-Unis
Le terme anglais stringer traduit celui de pigiste, mais peut aussi faire plus spécifiquement référence à une forme de journalisme « vautour » qui existe sur la Côte Ouest des États-Unis (Los Angeles notamment). Il désigne alors un type de reporters de télévision spécialisés dans la recherche d'images choc, souvent obtenues en suivant des unités de police dans leurs interventions. Le métier de stringer a fait l'objet d'une adaptation au cinéma dans le film Night Call en 2014.
Aux États-Unis, des rapports font état d'une stagnation dans les revenus des journalistes pigistes.

## Problème pour la qualité de l'information?
La progression de la pige dans le secteur des médias soulève, de plus, des questions sur la qualité de l'information : un journaliste qui est payé à la pièce peut plus difficilement suivre des dossiers à long terme ; il risque de faire des sujets superficiels, parce que payants, de préférence à des enquêtes approfondies ; et il est davantage soumis à l'arbitraire des patrons, ce qui devient encore plus épineux à mesure que la concentration de la presse progresse.
« Dans les pays où de nombreux journalistes sont employés dans le cadre de contrats à durée déterminée renouvelables indéfiniment, les réponses ne dissimulent pas que les journalistes sont soumis à des pressions pour que leurs articles soient moins acerbes, plus commerciaux et laissent entendre que les chances de renouvellement de leur contrat pourraient être en danger » lit-on dans une étude de la Fédération internationale des journalistes publiée en 2006.
Ceux qui voient dans le journaliste pigiste un simple entrepreneur semblable aux autres le réduisent à un acteur économique qui n'a qu'à négocier pour améliorer ses conditions de travail. Cette vision est particulièrement présente chez les jeunes diplômés de l'université. Mais cette vision fait fi de la réalité socio-économique (concentration de la presse, tarifs gelés, absence de protections sociales, etc.). Elle a par ailleurs pour effet pervers de contribuer au recul de la qualité de l'information puisque, si quelques individus, par de difficiles négociations, parviennent temporairement à améliorer leurs conditions de travail, ces améliorations ne sont pas portées par le reste de la profession.

## Nouveau droit à la formation en France
Un accord sur la formation des journalistes de presse écrite a été signé en janvier 2009 par l’ensemble des organisations patronales de presse écrite et les syndicats de journalistes SNJ, SNJ-CGT, USJ-CFDT, CGC, SJ-CFTC et SGJ-FO. Cet accord a été étendu par arrêté en janvier 2010 et s’applique donc à tous les journalistes rémunérés à la pige bénéficiant du Statut de journaliste professionnel.
L’accord prévoit la mutualisation chez Médiafor des financements assis sur la masse salariale des journalistes pigistes. Les journalistes pigistes de presse écrite peuvent s’adresser directement à Mediafor pour leur DIF (droit individuel à la formation), CIF (congé individuel de formation), périodes de professionnalisation, actions de bilan de compétences ou de VAE. Leurs employeurs peuvent les intégrer dans le plan de formation de l’entreprise et demander, si elles le souhaitent, le remboursement des frais pédagogiques à Mediafor.